# Den levandes bokstäver
Den Levandes Bokstäver (eng: The Letters of the Living; arab: حروف الحي) var de 18 första, enligt bahá'í-trons historiebeskrivning, som kände igen och erkände profeten och religionsgrundaren Báb (Porten) år 1844. Den förste var Mulla Husayn, som Báb höll sin proklamation för natten mellan den 22 och 23 maj 1844. Därefter avkrävde Báb tystnadslöfte av Mulla Husayn. Denne fick inte yppa för någon vad han sett och hört. Meningen var att de resterande Bokstäverna självmant skulle finna och uppsöka Báb i hans hem i Shiraz. Så skedde också. De Levandes Bokstäver – de första babierna och därmed också de första bahá'íerna var 17 män och en kvinna (Tahareh, eller Tahirih som hon kallas på engelska).

## De 18 "Bokstäverna
Följande personer anses i tur och ordning under ca. ett halvårs tid 1844, oberoende av varandra, ha besökt Sayyid 'Ali Muhammad i dennes hem i Shiraz och därvid övertygats av hans namn, hans utstrålning, av att han tycktes uppfylla shaykhí-sektens profetior, samt av hans annorlunda, men kristallklara, tolkningar av Koranens suror (kapitel), och sedan övertygade ha erkänt honom som gudomlig budbärare och profet. De accepterade också titeln Báb (eng: the Báb), d.v.s. Porten och de senare titlar "Första Punkten" och "Mihdí".
- Mulla Husayn (Mullá Hụsayn)
- Muḥammad-Ḥasan Bushrú'í
- Muhammed-Báqir Bushrúí
- Mullá `Alí Basṭámí
- Mullá Khudá-Bakhsh Qúchání
- Mullá Ḥasan Bajistání
- Siyyid Ḥusayn Yazdí
- Mullá Muḥammad Rawḍih-Khán Yazdí
- Sa`íd Hindí
- Mullá Maḥmud Khu'í
- Mullá (`Abdu'l-)Jalíl Urúmí (Urdúbádí)
- Mullá Aḥmad-i-Ibdál Marághi'í
- Mullá Báqir Tabrízí
- Mullá Yúsuf Ardibílí
- Mullá Hádí Qazvíní
- Mullá Muḥammad-`Alí Qazvíní
- Ṭáhirih (Tahareh)
- Quddús

## Bokstävernas betydelse och samband med begreppet "ENHET"
En av Bábs titlar var Första Punkten. Báb gav sina 18 första lärjungar benämningen "Den Levandes Bokstäver" på arabiska. Abjad eller konsonantskrift är ett skriftspråk som endast nedtecknar konsonanter i skrift. Om vokaler behövs för att kunna skilja ord åt används s.k. diakritiker, vilket innebär att vokalerna markeras genom streck och andra symboler på eller i direkt anslutning till konsonanterna. Äldre tiders hebreiska och arabiska är exempel på konsonantskrift. När numerologi knyts till abjad kan bokstäverna i det arabiska alfabetet tilldelas numeriska värden. Den arabiska frasen för "Den Levande" kan i denna s.k. talmagi ges numeriska värdet 18, och därför skulle "bokstäverna" eller lärjungarna enligt Báb vara just 18. Tillsammans med Báb själv var det alltså 19 personer som anammade den religiösa väckelsen.
Báb betraktade Den Levandes Bokstäver tillsammans med sig själv som de första "Váhid" av Bayans ordning eller era. Ordet Váhid betyder "En", och det numeriska värdet av Váhid är 19. I Shoghi Effendis översättningar av Bábs skrifter till engelska översätts ofta Váhid som "one and the same", d.v.s. "en och samma". Báb använde termen för att beskriva Gud och hans manifestationer. Det finns bara en Gud oavsett hur många religioner det finns, och Zarathustra, Moses, Jesus, Muhammed, Báb själv samt den Utvalde som snart skulle komma är egentligen en och samma profet/religionsgrundare. Váhid är således för Báb samma sak som begreppet "enhet" är för Bahá'u'lláh.
Vahíd var också en person. Han kallades "Irans visaste man" och var den person som shahen respektive regeringen konsulterade i tider av svårigheter. När Báb sänt iväg sina Bokstäver för att missionera och själv förgäves gjort ett försök att framlägga sin lära i Mekka och Medina återvände han så småningom till sin hemstad. Vahíd fick då uppdraget att besöka Báb för att försöka bevisa att denne var en bluff. Vahíd hade flera och långa samtal med Báb, och det hela slutade så småningom med att även Vahíd blev en lärjunge till Báb. Vahíd dödades den 29 juni 1950 genom att bindas bakom en häst och släpas längs staden Nayríz gator samtidigt som han stenades.

## Bokstävernas gärningar och öden
1. Mulla Husayn (Mullá Hụsayn) var den förste som erkände Báb som gudomligt sändebud. Han blev därmed Bábs förste lärjunge, och enligt bahá'í-tron även den förste bahaiern. Anses ha gissat att Bahá'u'lláh var den av Gud utvalde uppenbarare som senare skulle framträda. Han sköts i bröstet strax efter midnatt den 2 februari 1848 i samband med händelserna i Shaykh Tabarsi, där några hundra bábíer höll stånd mot över 15.000 iranska soldater mellan oktober 1948 och maj 1949.
2. Muḥammad-Ḥasan Bushrú'í blev den andre av Bábs 18 bokstäver. Han var bror till Mulla Husayn och hade följt med på resan till Shiraz. Hans son Muḥammad-Báqir Bushrú'í var också med i Shiraz. Muḥammad-Ḥasan Bushrú'í dödades vid slaget vid Fort Shaykh Tabarsí i oktober 1848. Babierna betraktar honom som martyr.
3. Muhammed-Báqir Bushrúí var son till Muḥammad-Ḥasan Bushrú'í och brorson till Mulla Husayn, och kom liksom sin far till tro på Báb någon dag senare än farbrodern Mulla Husayn. Muhammed-Báqir Bushrúí dödades också han vid slaget om Fort Shaykh Tabarsí och babierna betraktar honom som martyr.
4. Mullá `Alí Basṭámí blev den allra första martyren för sin tro på Bábs budskap. Mer information finns i den biografi Moojan Momen skrivit och som kan hittas på https://web.archive.org/web/20070709225734/http://www.northill.demon.co.uk/relstud/alibast.htm
5. Mullá Khudá-Bakhsh Qúchání. Kallades senare för enbart Mullá 'Alí.
6. Mullá Ḥasan Bajistání blev den sjätte av Den Levandes Bokstäver. Han var en lågmäld bakgrundsfigur när det gällde babismen och verkar ha uttryckt tvivel mot Bábs budskap när han senare mötte och talade med Bahá'u'lláh, vars budskap inte var identiskt med Bábs. Det är inte troligt att Mullá Ḥasan Bajistání spelade någon större roll under striden för att Bahá'u'lláhs yngre halvbror Subh-i-Azal (Odödlighetens Morgon) skulle axla ledarskapet i stället för Bahá'u'lláh efter Bábs martyrdöd 1850.
7. Siyyid Ḥusayn Yazdí, den sjunde bokstaven, var den sekreterare som soldaterna fann att Báb satt och samtalade med efter att ha oskadd ha överlevt första arkebuseringsförsöket i Tabriz den 9 juli 1850. Siyyid Ḥusayn Yazdí delade cell med Báb många gånger då denne satt fängslad. Siyyid Ḥusayn Yazdí avrättades i Teheran 1852 som ett led i de repressalier som riktades mot alla babier efter mordförsöket mot shahen 1852.
8. Mullá Muḥammad Rawḍih-Khán Yazdí, den åttonde bokstaven. Inte så mycket är känt om honom.
9. Sa`íd Hindí, den nionde bokstaven.
10. Mullá Maḥmud Khu'í dödades vid Fort Shaykh Tabarsí.
11. Mullá (`Abdu'l-)Jalíl Urúmí (Urdúbádí) dödades vid Fort Shaykh Tabarsí.
12. Mullá Aḥmad-i-Ibdál Marághi'í dödades vid Fort Shaykh Tabarsí.
13. Mullá Báqir Tabrízí, den trettonde av Den Levandes Bokstäver. Han överlevde hela babi-perioden och förföljelserna, och blev en mycket hängiven bahá'í efter att ha mött Bahá'u'lláh. Mullá Báqir Tabrízí är den ende av Bokstäverna som blev bahá'í. De flesta var döda när Bahá'u'lláh omvandlade religionen och några enstaka fortsatte att vara babier fram till sin död. Mullá Báqir Tabrízí överlevde alla de andra Bokstäverna och dog i Istanbul 1881. En kort skrift riktad till Mullá Báqir Tabrízí finns på http://bahai-library.com/provisionals/bab.html
14. Mullá Yúsuf Ardibílí. Även han dödades vid slaget om Fort Shaykh Tabarsí. Babierna betraktade honom som martyr.
15. Mullá Hádí Qazvíní, den 15:e bokstaven
16. Mullá Muḥammad-`Alí Qazvíní. Taharehs svåger. Dödades vid Shaykh Tabarsí.
17. Tahirih. Enda kvinnan bland Bostäverna. Poet, jämställdhetskämpe och martyr. Anses ha bidragit i betydande omfattning till att bahá'í blev en självständig religion och inte en shia-muslimsk sekt. Hon led martyrdöden den 22 augusti 1852, 36 år gammal genom att strypas med ett rep som två män drog åt varsitt håll tills nacken knäcktes. Hon hade också tvingats att svälja delar ab sin schal. Kroppen
18. Quddús. Följde med Báb på dennes pilgrimsfärd till Mecka och skrev ned allt som denne sade. Quddus återvände ensam till Shiraz för att överbringa hälsningar till Bábs familj och troende, men Quddús torterades svårt och förvisades 1845 på livstid från staden. Han vandrade därefter runt och undervisade. Han deltog i den konferens för babier som Tahareh fick till stånd 1848, och argumenterade då emot den alltmer militanta inställningen hos babier och förespråkade frid, förlåtelse och försoning. 
Efter att ha deltagit i slaget vid Fort Shaykh Tabarsi, där några hundra babier hade förskansat sig, togs Quddús till fånga för att föras till fängelse i väntan på dödsstraff. Samtliga övriga babier i fortet dödades trots att de hade kapitulerat. Quddús fördes inte till något fängelse utan överlämnades den 16 maj 1849 till en rasande lynchmobb som slet bort bit efter bit från hans kropp och eldade upp kroppsdelarna. Döden var mycket utdragen och outhärdligt smärtsam, och när Báb, som satt fängslad, fick höra nyheten om Quddús död kunde han inte skriva en rad på ett halvår.